# Tinyash
Tinyash es un complejo arqueológico ubicado en Perú, departamento de Huánuco.

## Ubicación
Se localiza en el distrito de Pinra, provincia de Huacaybamba, departamento de Huánuco, en el margen sur del río Pinra, del margen este del río Marañón a una altitud de 4,100 msnm.

## Historia
Posiblemente fue construido entre los siglos XI  y XIV. El complejo está conformado por terraza, torreones y canal.
Fue declarado patrimonio cultural de la nación mediante la Resolución Directoral N°414/INC, del 6 de febrero de 2004.